# Hraničná (Rybník nad Radbuzou)
Hraničná (deutsch Paadorf) ist eine Wüstung in der Gemeinde Rybník nad Radbuzou (deutsch Waier) im westböhmischen Okres Domažlice in Tschechien.

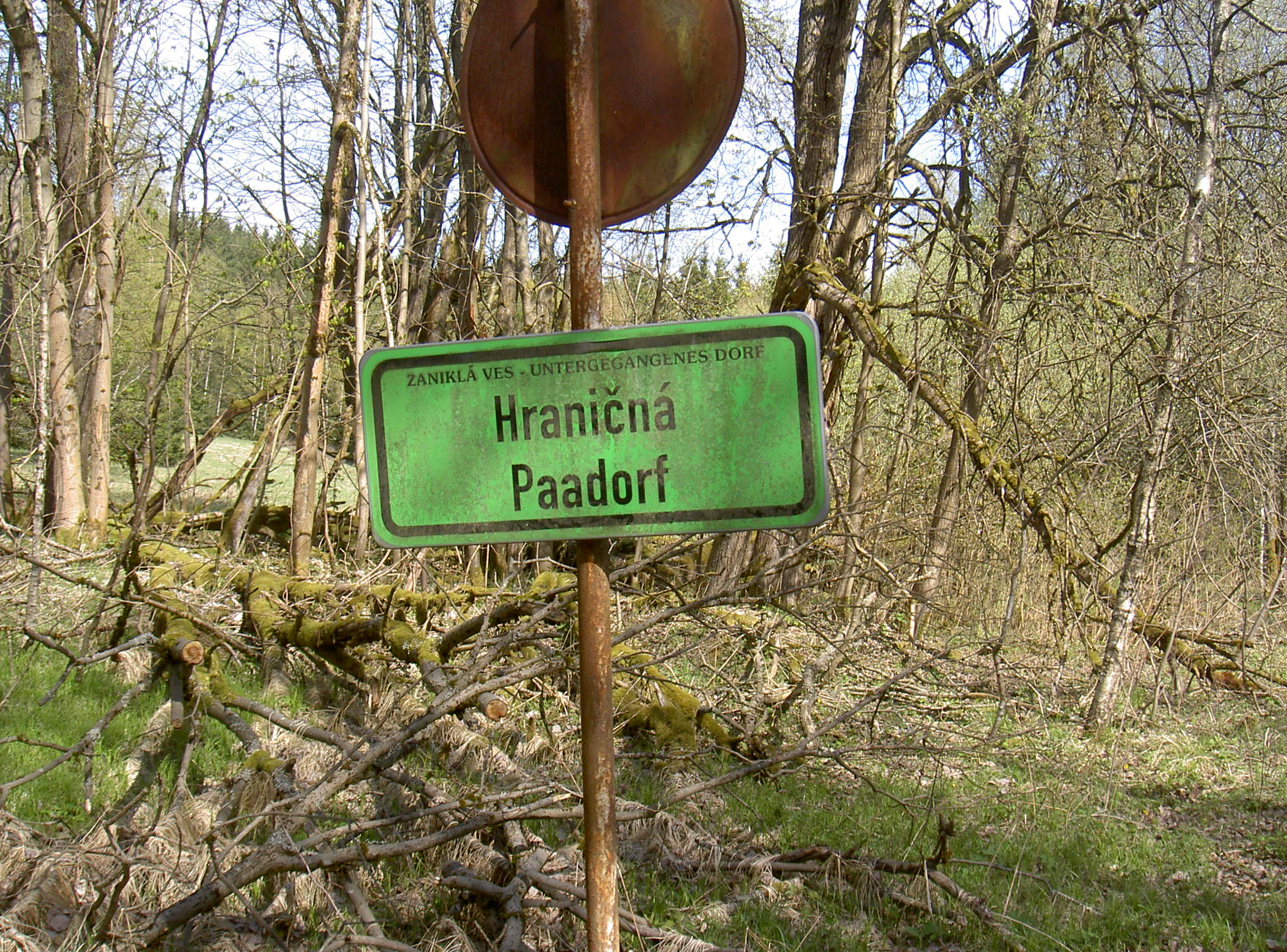
Hraničná – Paadorf

## Geographie
Paadorf lag etwa 4,7 km südlich von Waier und 5,8 km nordwestlich von Wassersuppen.
Die Häuser von Paadorf zogen sich in einer langen Reihe vom Quellgebiet des Graubaches über die Höhe zum Bächlein in der Bärenlohe, das zur Böhmischen Schwarzach hin entwässert.
2 km westlich von Paadorf befindet sich das Tal der Bayerischen Schwarzach, 1,7 km östlich das Tal der Böhmischen Schwarzach.

## Geschichte
Zunächst gehörte das Gebiet von Paadorf zu Bayern. Es war dicht bewaldet und unbewohnt.
Durch einen Grenzregulierungsvertrag vom 9. Dezember 1709 kam das Gebiet von Paadorf zusammen mit Grafenried und Großsteinlohe zum österreichischen Kronland Böhmen.
In der Folgezeit kam es zu ständigen Streitereien zwischen den bayerischen Nutzungsberechtigten und den Herrschaftsbesitzern, den Herren von Wiedersperg auf Muttersdorf.
Im Hauptgrenzvertrag von 1765 kam dann Steinlohe wieder zu Bayern, Grafenried und der Wald auf dem Gebiet des späteren Paadorfs blieben bei Böhmen.
Die Streitigkeiten setzten sich bis 1848 fort.
Nun wurde der bezeichnete Wald dem Gebiet der Gemeinde Schwarzach zugeschlagen und Baron Beck wurde sein Besitzer.
Baron Beck verkaufte 1861 den ganzen Wald an die sieben nutzungsberechtigten bayerischen Dörfer.
Die Waldfläche wurde 1868 an 76 Eigentümer verteilt.
Diese verkauften ihre Anteile billig an die Bewohner von Oberhütten.
Wenzel Paa, Häusler in Oberhütten, kaufte 1872 zweieinhalb Strich Wald.
Dort rodete er 1874 die erste Wiese und erbaute eine Scheune.
1875 erbaute er das erste Haus.
Anschließend erwarb er weitere angrenzende Teile und erbaute mit selbst erzeugten Ziegeln vier Häuser für seine Kinder.
Wenzel Paa hatte für diese Tätigkeit keine Rodungs- und Baugenehmigungen und wurde deshalb von den Behörden mit Aufforstungsbefehlen, Bauverboten und Strafen belegt, die er nicht weiter beachtete.
Als eine Kommission ihn aufsuchte und fragte, wie er sich unterstehen könne, aus Wald Felder zu machen, antwortete er:
Weil meine Kinder keine Butzlköüh (= Tannenzapfen) essen können.
1885 gab es eine Dorfglocke, 1886 ein Gasthaus, 1890 bereits 6 Häuser, 1910 16 Häuser, 1921 eine Winter-Expositurschule.
1921 traf dann aus Prag die amtliche Bewilligung zur Rodung ein.
Die Winter-Expositurschule wurde 1923 in eine ständige Expositur umgewandelt.
Diese war 1925 bereits zweiklassig und es wurde ein neues Schulhaus gebaut.
1932 wurde die Freiwillige Feuerwehr Paadorf gegründet.
1945 hatte Paadorf zwei Gasthäuser, zwei Kaufläden und einen Bäcker.
Paadorf gehörte zur Pfarrei Waier und postalisch zur Gemeinde Schwarzach.
Nach der Vertreibung der Deutschen aus der Tschechoslowakei wurden 1946 die Häuser von Paadorf bis auf einen Dorfteil abgerissen.
Die Häuser im vom Abriss verschonten Dorfteil wurden in der Folge als Grenzwachgebäude genutzt.
Dabei bekam Paadorf den tschechischen Namen Hraničná, der sich jedoch nicht durchsetzte.
Auch die dort stationierten tschechischen Grenzsoldaten benutzten weiter den Namen Paadorf.
Heute (2018) ist auch diese Grenzstation verlassen, aber als Ruine erhalten.

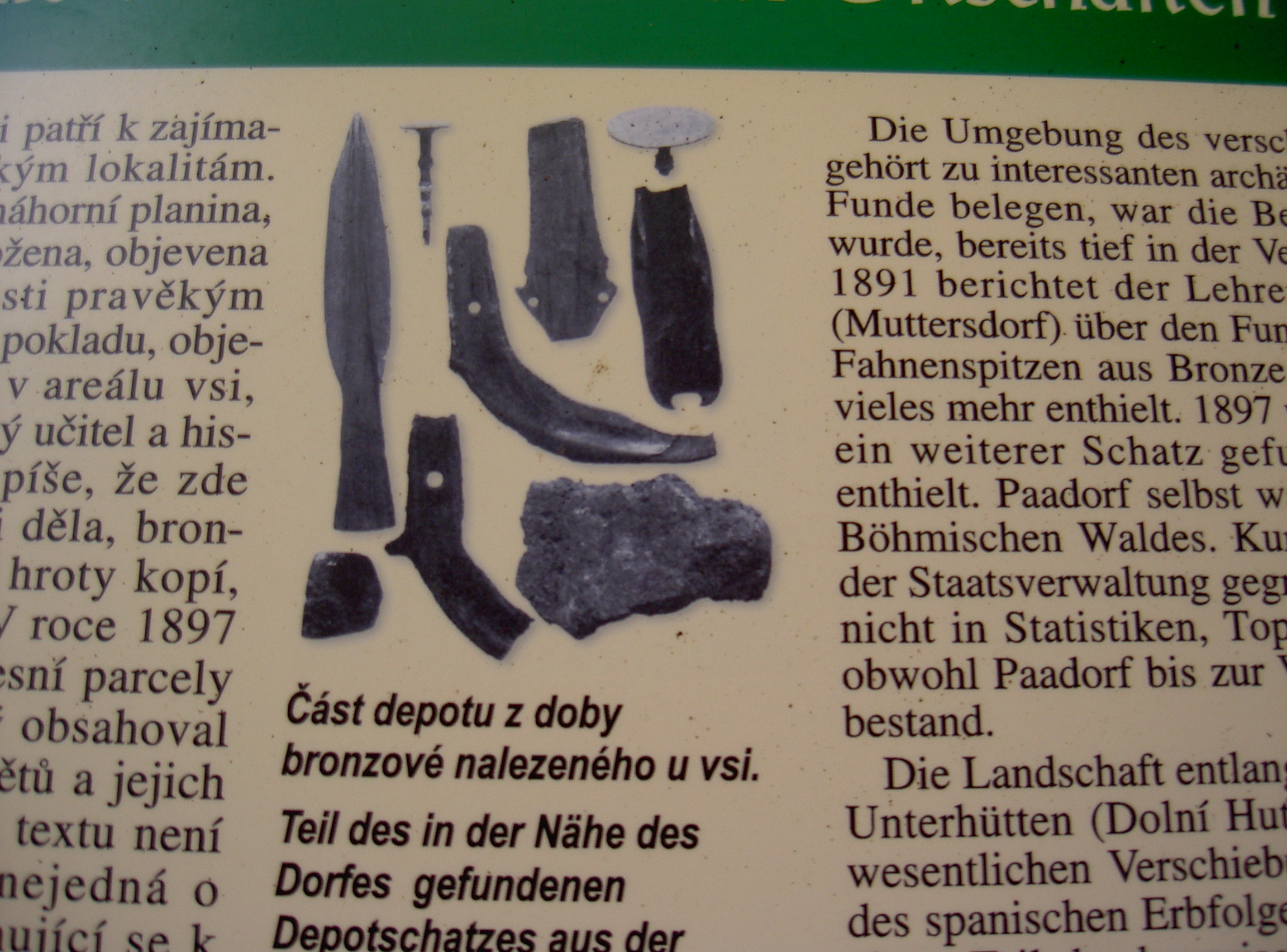
Paadorf Bronze-Depotfund

## Bronzezeitliche Funde
1897 wurde beim Roden einer Waldparzelle in Paadorf ein umfangreicher Bronze-Depotfund gemacht.
Es wurden 35 Gegenstände gefunden: Eine 18,2 cm lange Lanzenspitze, eine 14,4 cm lange Sichel mit abgebrochener Spitze, 17 Bruchstücke von Sicheln, das größte 11,2 cm lang, ein 10 cm langes Bruchstück einer Schwertklinge, ein 9,6 cm langes Oberteil eines Beiles, ein 3,2 cm langes Schneidenteil eines Beiles, der obere Teil zweier Ziernadeln mit scheibenförmigem Abschluss, 5,6 und 2,6 cm lang, elf Bruchstücke von Gusskuchen aus Kupfer oder Bronze mit einem Gesamtgewicht von 1,6 kg.
Da größte Stück der Gusskuchen ist 900 g schwer, 9,3 cm lang und 5 cm dick.
Es ist unklar, ob der Depotfund eine Opferniederlage oder das Versteck eines Händlers war.